# Okoenevcultuur
De Okoenevcultuur is een Zuid-Siberische archeologische cultuur van vroege bronstijd-herders van de tweede helft van het 3e tot de eerste helft van het 2e millennium v.Chr. Ze was verspreid in het gebied van de Midden- en Boven-Jenisej in het zuiden van Siberië, overwegend in Chakassië en het zuidelijke deel van de Kraj Krasnojarsk. De cultuur is vernoemd naar een locatie ten zuiden van de nederzetting Okoenev aan de rivier Oejbat in Chakassië, waar in 1928 voor het eerst een begraafplaats van deze cultuur opgegraven werd.

## Ontstaan
De cultuur volgde de Afanasjevocultuur op in het oostelijk verspreidingsgebied daarvan. Dit ging samen met een duidelijke immigratie van een Oost-Aziatisch bevolkingselement, waarschijnlijk afkomstig van het Angarabekken en verwant aan de moderne Evenken. Oorspronkelijk werden de dragers beschouwd als een lokaal Oost-Aziatisch element binnen de Afanasjevocultuur. Pas in de jaren 60 van de 20e eeuw werd de Okoenevcultuur als een onafhankelijke cultuur vastgesteld. 
De bevolking was van gemengd europide-Oost-Aziatische oorsprong, met een overwicht van het Oost-Aziatische element. Hun morfologische diversiteit is opvallend: men vindt zowel geheel Oost-Aziatische schedels als typische Europiden zonder sporen van Oost-Aziatische vermenging.
In de tweede helft van het 2e millennium werd ze opgevolgd door de Andronovocultuur, hetgeen opnieuw met een bevolkingsmigratie gepaard ging, ditmaal van een Europide bevolking uit het westen.

## Materiële cultuur
De belangrijkste materiële vondsten van de Okoenevcultuur komen van enkele kleine grafvelden. Deze bestaan uit vierkante stenen omheiningen, waarin zich meerdere, soms zelfs meer dan een dozijn grafkuilen bevinden. In deze werden een of meer personen begraven en vervolgens bedekt met stenen platen. De dode lag als in andere vroege bronstijdculturen van Siberië in gebogen positie op de rug. De grafgiften variëren naar sekse, maar niet in sociale positie. In de buurt van de graven werden tot vier meter hoge stenen steles opgericht. Deze vertegenwoordigen meest vrouwelijke godheden, met afbeeldingen van gezichten of maskers, dieren en verschillende symbolen. Gelijkaardige afbeeldingen zijn te vinden op kleine sculpturen en de kunst van de in het noordwesten aangrenzende Samoescultuur.
Het aardewerk van de Okoenevcultuur heeft meestal een verticale wand en een vlakke bodem. De versieringen zijn zeer gevarieerd en bestaan uit graveringen, groeven, inkepingen en stempels, die min of meer gelijkmatig verdeeld zijn over het gehele oppervlak, vaak inclusief de bodem en binnenkant. Slechts af en toe vinden ze als lijnen of golven. Een speciale groep vertegenwoordigen kleinere vaten met een conische holle voet, die als lampen of wierookbranders worden geïnterpreteerd. Dergelijke "lampen" komen ook voor bij de Afanasjevocultuur en de Xemirxekcultuur in het zuiden.
Wat betreft de nederzettingen der Okoenevcultuur is de stand van het onderzoek zeer slecht. Tot dusver zijn geen uitspraken over de architectuur mogelijk. De enige bekende overblijfselen van gebouwen zijn van een versterkte heuvelnederzetting in Chakassië, de functie waarvan tot nu toe niet kon worden vastgesteld. 
Beendervondsten tonen dat hoewel de veehouderij, met 70% van de gevonden resten, van hoofdzakelijk belang was, de jacht op zoogdieren, vogels en vissen met 30% van de gevonden resten nog steeds een belangrijke rol speelde. Bij het vee domineerden schapen en runderen. Men kende twee-en vierwielige wagens.

Afbeeldingen
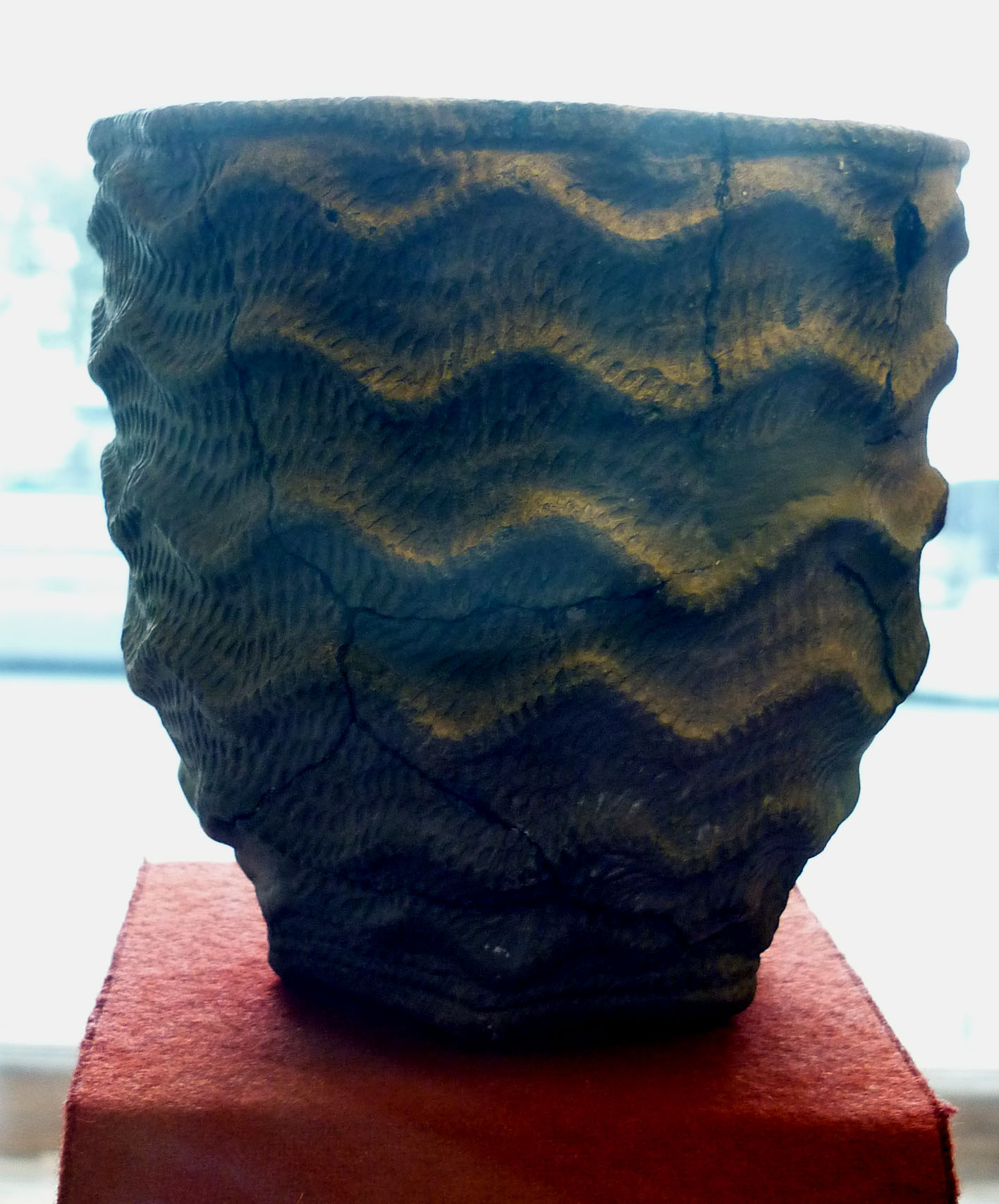
Aardewerk
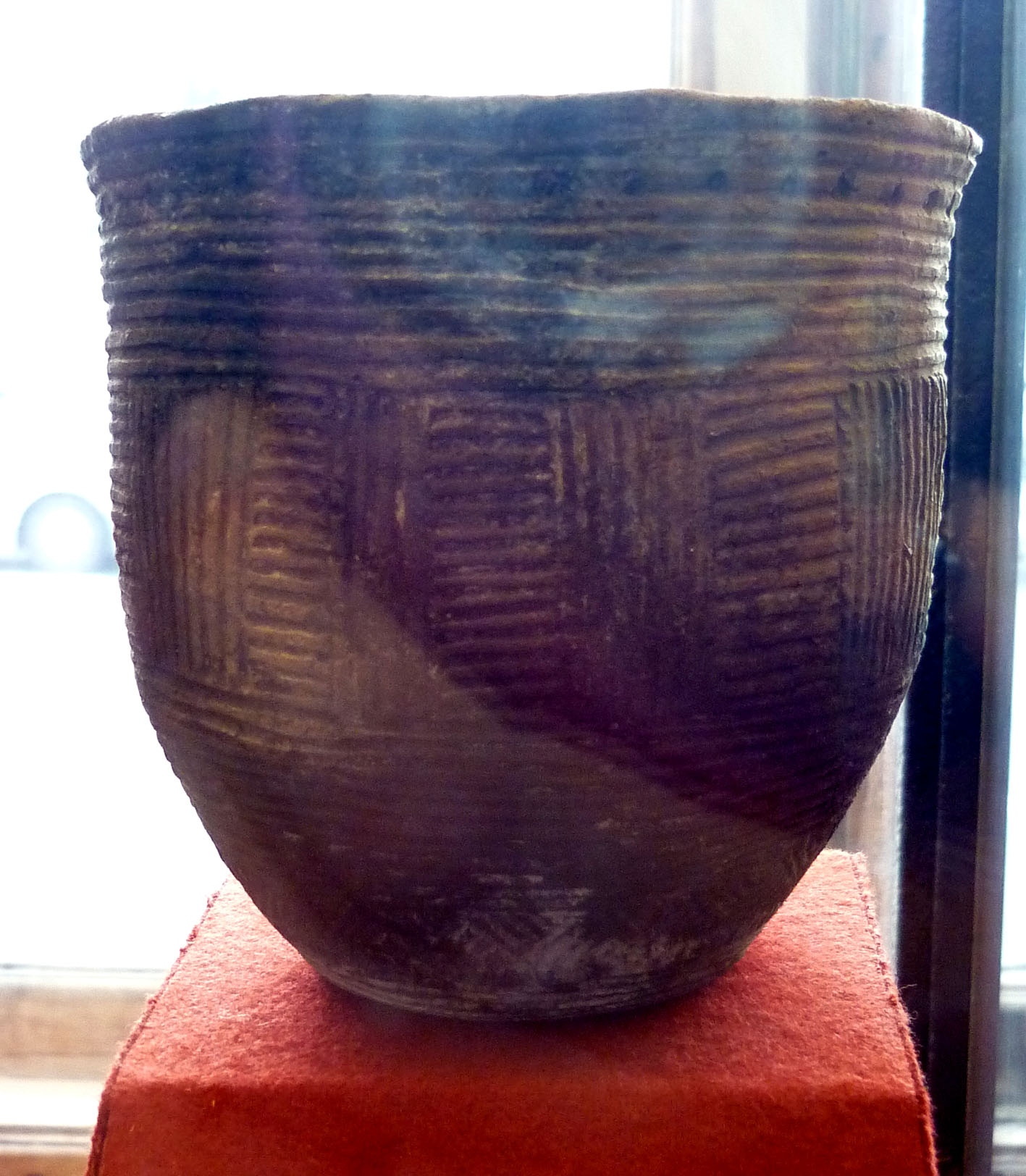
Aardewerk
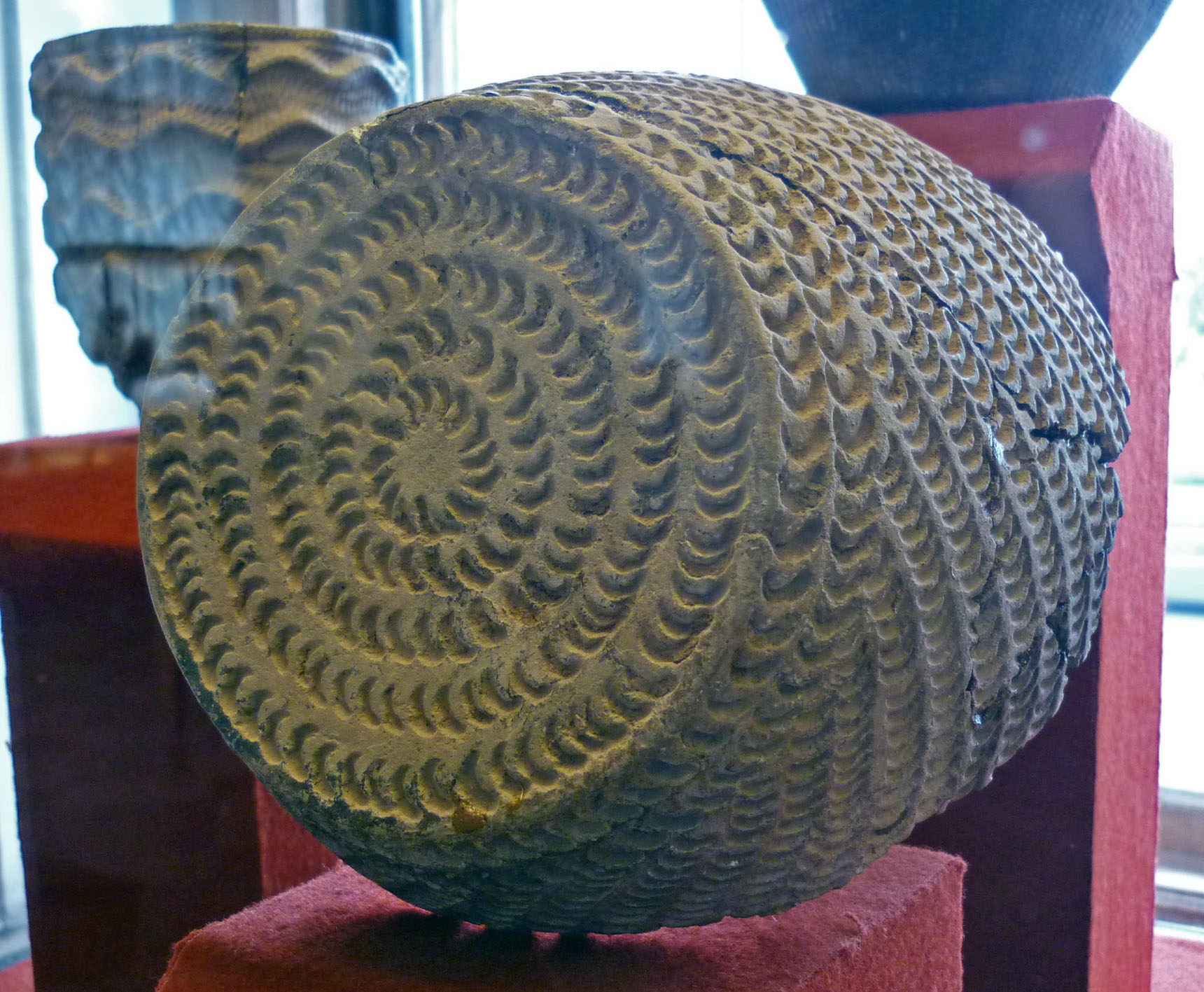
Aardewerk
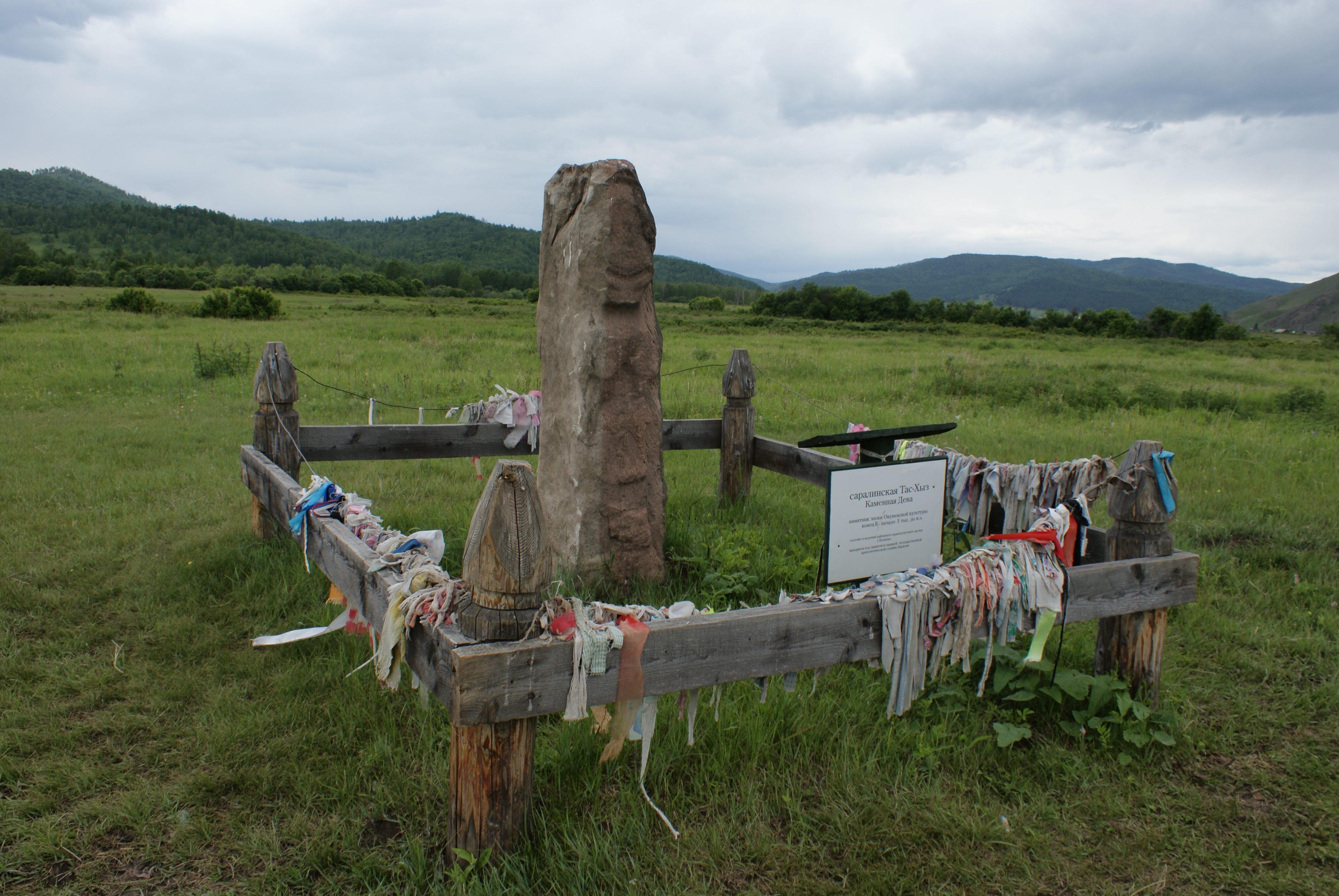
De Tas Chyz-stele
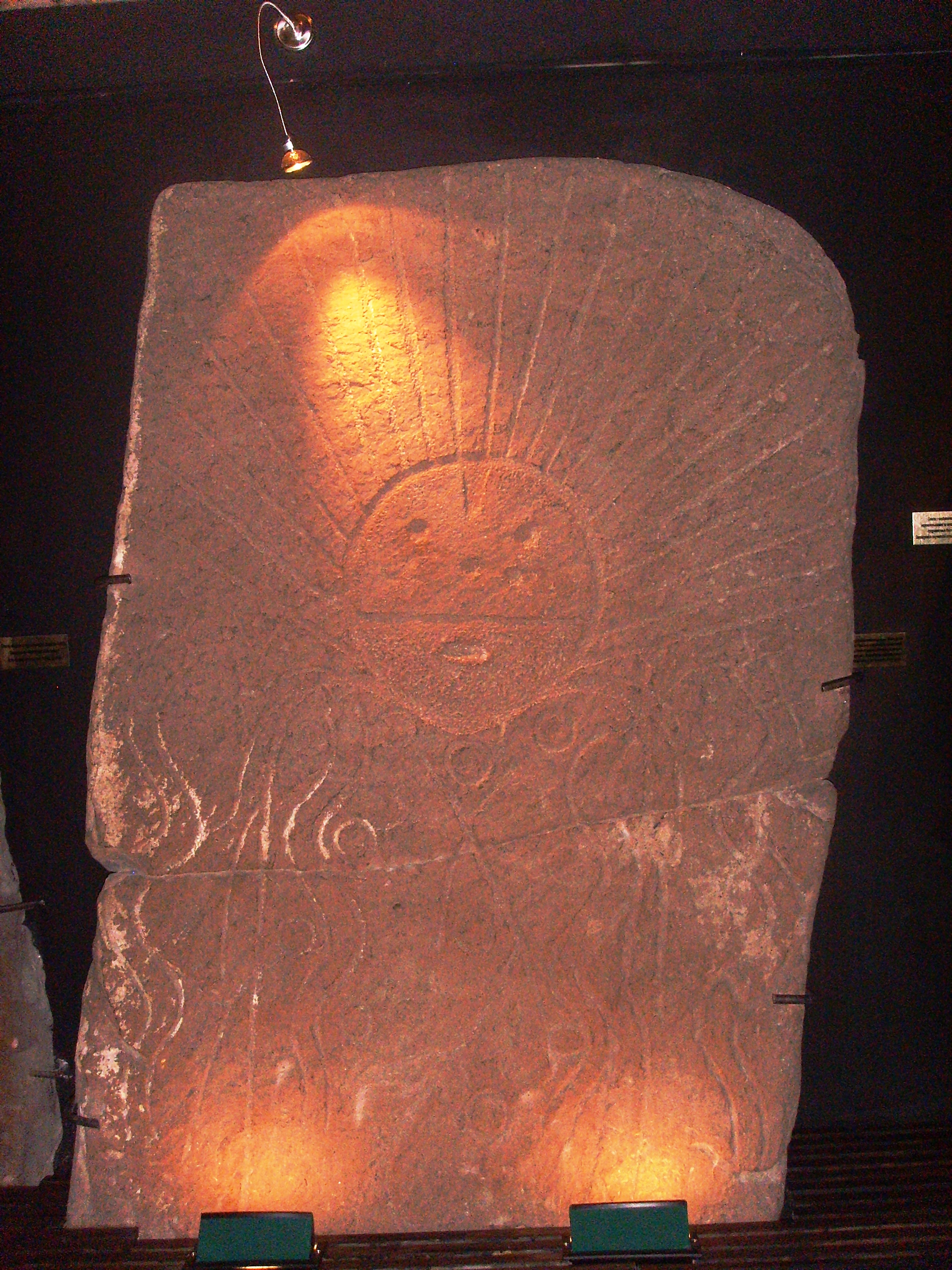
Stele met afbeelding van Zonnegod
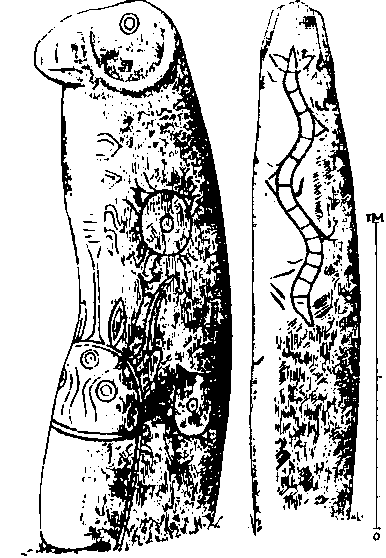
Stele met een verscheidenheid aan symbolen